# المنبر الديمقراطي الكويتي
المنبر الديمقراطي الكويتي هو مجموعة سياسية كويتية من يسار الوسط تأسست عام 1991. ويضم الحزب أحمد الخطيب وعبد الله النيباري وصالح الملا وسامي المنيس.

## أيديولوجيا
الحزب هو منظمة قومية عربية، يتبع حكومة علمانية مستوحاة من تعاليم الإسلام. ويدعي العمل من أجل تحقيق الديمقراطية الكاملة وغرس احترام حقوق الإنسان والحريات. وهو جماعة معارضة دعا إلى حقوق المرأة السياسية وإصلاح الدوائر الانتخابية والفصل بين منصبي ولي العهد ورئيس الوزراء. مبادى الحزب حاليًا هي:
1. إصلاح قانون تقسيم الدوائر الانتخابية؛
2. إلغاء جميع القوانين المقيدة للحرية؛
3. إصدار قانون عفو عن جميع المعتقلين السياسيين في الكويت؛
4. تعديل قانون الجنسية لتمكين المراجعة القضائية لقرارات التجريد من الجنسية التنفيذية؛
5. الدعوة لعقد اتفاقية وطنية تتناول الموضوعات ذات الصلة في الكويت بما في ذلك القضايا الاقتصادية والاجتماعية والسياسية؛
6. حكومة منتخبة.[5]

## الهيكل
ويدير الحزب أمانة عامة منتخبة مرتين في السنة يرأسها حاليا بندر الخيران.

## روابط خارجية
- الموقع الرسمي